# Ahmed Ait Moulay
Ahmed Ait Moulay (arabisch أحمد آيت مولاي, * 5. Dezember 1964) ist ein ehemaliger marokkanischer Skirennläufer und Olympiateilnehmer, der sich auf Riesenslalom und Slalom spezialisiert hat.

## Karriere

### Alpine Ski-Juniorenweltmeisterschaften 1982
Bei den Alpinen Ski-Juniorenweltmeisterschaften 1982 startete Ait Moulay im Slalom und belegte dort mit 49,04 Sekunden Rückstand auf den Schweden Johan Wallner den 36. Platz. Hinter ihmr lagen die beiden Marokkaner Najib Khaddi und Brahim Ait Sibrahim, die beide über eine Minute Rückstand auf Wallner hatten. Am nächstbessern Platz, 5,97 Sekunden vor Ait Moulay, lag mit Mohamed Id Abdallah der vierte und damit bestplatzierte Marokkaner.

### Olympische Winterspiele 1984
Bei den Olympischen Winterspielen 1984 in Sarajevo trat Ait Moulay im Riesenslalom und Slalom an. Im Riesenslalom belegte er mit einer Minute und 16,77 Sekunden Rückstand auf den Schweizer Max Julen den 73. Platz und ließ den Marokkaner Ahmad Ouachit, den Zyprioten Giannos Pipis und den Bolivianer José Manuel Bejarano hinter sich. Brahim Ait Sibrahim schied sowohl im Riesenslalom als auch im Slalom aus.
Im Slalom hatte Ait Moulay eine Minute und 3,84 Sekunden Rückstand auf den US-Amerikaner Phil Mahre, was Platz 44 bedeutete. Hinter ihm lagen der Costa-Ricaner Eduardo Kopper, der Ägypter Jamil El Reedy und der Zypriote Giannos Pipis.

### Olympische Winterspiele 1988
Bei den Olympischen Winterspielen 1988 im kanadischen Calgary wurde Ait Moulay ersten Durchgang des Riesenslaloms disqualifiziert, dieses Schicksal teilten ebenfalls seine Teamkollegen Lotfi Housnialaoui und Ahmad Ouachit.
Im Slalom errang Ait Moulay seine beste Olympia-Platzierung – mit 53,70 Sekunden Rückstand auf den Italiener Alberto Tomba war dies Platz 42. Mit 1,64 Sekunden auf den Nächstbesseren, Ahmad Ouachit, wurde Ait Moulay der zweitbeste Marokkaner. Er ließ zwölf Läufer, darunter Lotfi Housnialaoui, hinter sich.

## Erfolge
| - DSQ = disqualifiziert (engl. Disqualified) |

### Olympische Winterspiele
- Sarajevo 1984: 73. im Riesenslalom, 44. im Slalom
- Calgary 1988: DSQ1 im Riesenslalom, 42. im Slalom

### Alpine Ski-Juniorenweltmeisterschaften
- Auron 1982: 35. im Slalom